# Juan Cabral (director)
Juan Cabral (1978) es un director de cine argentino, conocido por dirigir la publicidad de Cadbury 'Gorila' y por presentar las ideas para los anuncios de 'Pintura', 'Pelotas' & 'Conejos' de Sony Bravia.
Actualmente trabaja con la compañía de producción MJZ.

## Carrera
Empezó estudiando diseño gráfico y pintura artística en la Universidad de Buenos Aires antes de empezar su carrera trabajando para Águlla & Baccetti, donde hace anuncios para HSBC, Sprite y Renault. Luego trabaja para la Agencia publicitaria Madre, donde hace anuncios para El Observador y Naranja.
En 2004, se mudó a Londres y se unió a Fallon, produciendo la publicidad de Cadbury es 'Gorila' y la serie Sony Bravia. En 2011, Cabral dejó Fallon para unirse a MJZ después de regresar a Argentina en 2008 y es actualmente director de cine comercial.
Sobre su carrera de diez años ha ganado muchos premios, incluyendo Leones en Cannes y tres One Show Awards.
En 2014 Cabral dirigió anuncios para Lurpak y Ikea.
En 2017 fue premiado con Konex de Platino en Publicitaria.

## Obra
- Beds (trailer)